# Epsilon Persei
Epsilon Persei (ε Per) – czwarta co do jasności gwiazda w gwiazdozbiorze Perseusza, znajdująca się w odległości około 638 lat świetlnych od Słońca.

## Charakterystyka
Jest to gorący olbrzym reprezentujący typ widmowy B. Jest to gwiazda trzeciej wielkości (średnio 2,89m, słabo zmienna), ale gdyby odjąć efekt pociemnienia przez pył międzygwiezdny, byłaby gwiazdą drugiej wielkości. Gwiazda ta ma mniej niż 10 milionów lat, ale przy masie 14 M☉ wkroczyła na ścieżce swojej ewolucji w obszar gwiazd zmiennych typu Beta Cephei. Kształt linii absorpcyjnych zmienia się znacznie z kilkoma nakładającymi się okresami, od 2,27 do 8,46 godziny.
Zmiany w widmie sugerują, że gwiazda ma niewidocznego towarzysza, który okrąża ją w odległości zaledwie 0,3 au z okresem 14 dni, ale może to być jedynie artefakt związany z pulsacjami gwiazdy. Bardziej prawdopodobne jest, że rzeczywistym towarzyszem gwiazdy jest karzeł typu A2 odległy o 10 sekund kątowych, oznaczony jako Epsilon Persei B. Odpowiada to odległości co najmniej 1600 au i okresowi obiegu powyżej 16 000 lat. Gwiazda oznaczona jako Epsilon Persei C raczej nie jest związana z olbrzymem, a tylko sąsiaduje z nim na niebie.